# کلروکین
کلروکین (به انگلیسی: Chloroquine) داروییست که برای پیشگیری و درمان مالاریا در نواحی که ثابت شده مالاریا نسبت به اثرات آن حساس است به کار می‌رود. انواع معینی از مالاریا نوعاً به داروهای متفاوت یا بیشتری نیاز دارند.
این دارو از دهان استعمال می‌شود. اثرات جانبی شامل مشکلات عضلانی، کمبود اشتها، اسهال و قرمزی پوست است. اثرات جانبی جدی شامل صدمه عضلانی، صرع، مشکلات بینایی و فشار خون پایین است. اشکال دارویی قرص است. پژوهش‌هایی در خصوص اثر این دارو بر کوروناویروس جدید در دست انجام است.
این دارو در فهرست داروهای ضروری سازمان جهانی بهداشت قرار دارد.

## موارد مصرف
کلروکویین یا کلروکین یکی از داروهای قدرتمند ضد مالاریا است. مصرف این دارو برای درمان مالاریای ناشی از پلاسمودیوم فالسیپارم به دلیل گستردگی مقاومت انگل به دارو توصیه نمی‌شود. کلروکین امروزه بیشتر در درمان آرتریت روماتوئید و لوپوس اریتماتوز مصرف می‌شود.

## مقدار مصرف
بزرگسالان: مقدار مصرف کلروکین در درمان مالاریا یک مقدار اولیه ۶۰۰ میلی‌گرم است که ۸–۶ ساعت بعد با ۳۰۰ میلی‌گرم در یک نوبت ادامه می‌یابد و پس از آن نیز به مقدار mg/day۳۰۰ برای ۲ روز مصرف می‌شود. مقدار مصرف کلیروکین برای درمان آرتریت روماتوئید و لوپوس اریتماتوز mg/kg۱۵۰ تا حداکثرmg/kg/day۲/۵ است.
کودکان: در درمان مالاریا، یک مقدار اولیه mg/kg۱۰ مصرف می‌شود که ۸–۶ ساعت بعد با مصرف mg/kg۵ در یک نوبت ادامه می‌یابد و پس از آن به مقدار mg/kg/day برای ۲ روز مصرف می‌شود. 
پیشگیری از مالاریا: ۳۰۰ میلی‌گرم یک بار در هفته‌ است. 
آرتریت روماتوئید: مقدار مصرف 3mg/kg/day می‌باشد.

## هشدارها
- بیماران پسوریازیس برای مصرف این دارو حتماً زیر نظر متخصص انجام دهند "گزارش فوت این بیماران در اثر مصرف این دارو شده است"
- برای پیشگیری از ابتلا به مالاریا بهتر است از یک هفته قبل از سفر به مناطق آلوده مصرف کلروکین را آغاز کرد و حداقل تا ۴ هفته پس از بازگشت از آن مناطق آلوده ادامه داد. در صورتی که فرد یک سال پس از بازگشت از آن مناطق (به ویژه طی ۳ ماه اول) دچار هر نوع کسالت شود، باید به پزشک مراجعه کند، زیرا خطر ابتلا به مالاریا وجود دارد.
- به منظور کاهش تحریک احتمالی گوارشی، بهتر است دارو با غذا مصرف شود.
- این دوره بیش از مقدار تجویز شده، نباید مصرف شود.
- مراجعه منظم به پزشک برای بررسی مشکلات خونی، ضعف عضلانی و معاینات چشم پزشکی ضروری است.
- در صورت بروز تاری دید یا هر نوع اختلال بینایی باید احتیاط نمود.
- کلروکین در موارد زیر باید با احتیاط فراوان مصرف شود:

عیب کار کلیه، عیب کار کبد، پسوریازیس، اختلالات نورولوژیک، میاستنی گراو، اختلالات حاد معدی- روده‌ای، کمبود G6PD و اختلالات شدید خونی.
- معاینات چشم پزشکی و عصبی – عضلانی و همچنین انجام آزمون شمارش تام خون در طول درمان با این دارو ممکن است ضروری باشد.

## تداخل دارویی
داروهای آنتی اسید جذب کلروکین را کاهش می‌دهند. کلروکین اثر داروهای ضد صرع را کاهش می‌دهد. کلروکین احتمالاً موجب افزایش غلظت پلاسمایی سیکلوسپورین و دیگوکسین می‌شود. کلروکین ممکن است علایم میاستنی گراو را تشدید کند و در نتیجه اثرات داروهای نئوستیگمین و پیریدوستیگمین را کاهش دهد. سایمتیدین متابولیسم کلروکین را کاهش و غلظت پلاسمایی آن را افزایش می‌دهد. مصرف کلروکین با واکسن هاری ممکن است بر پاسخ بدن نسبت به واکسن مؤثر باشد.

## پژوهش

### ضد ویروس
کلروکین علاوه بر واکنش ضد مالاریایی اش به نظر می‌رسد قدری اثر ضدویروسی دارد، گرچه قدرت اثر نسبتاً کم و اثرات جانبی آن ادغام این دارو در رسم کلینیکی را دشوار کرده‌است.

#### کووید ۲۰۱۹
در اواخر ژانویه ۲۰۲۰ در جریان همه‌گیری جهانی ۲۰–۲۰۱۹ کروناویروس، پژوهشگران چینی بیان داشتند که به نظر می‌رسد پژوهش اکتشافی در مورد کلوروکین و دو داروی دیگر رمدسیویر و لوپیناویر/ریتوناویر، اثرات بازدارنده نسبتاً خوبی بر کرونای جدید داشته. درخواست‌ها به منظور شروع آزمایش کلینیکی ارسال شد.
در ۱۹ فوریه ۲۰۲۰، نتایج اولیه نشان داد که کلوروکین ممکن است در درمان سینه پهلوی مرتبط با کووید ۱۹ مؤثر و ایمن باشد. شواهد موجود است که نشان دهد کلوروکین فسفات علیه این ویروس در Vero cells اثربخش است.